# Aeroflot-Flug 112
Am 2. Januar 1965 verunglückte eine Lissunow Li-2 auf dem zweiten Abschnitt des innersowjetischen Linienflugs Aeroflot-Flug 111/112 in der Turkmenischen Sowjetrepublik von Aşgabat nach Taschauz (heute Daşoguz) und wieder zurück, wobei alle 24 Insassen starben. Der Zwischenfall ist bis heute (Januar 2021) der schwerste Flugunfall in Turkmenistan.

## Flugzeug und Insassen
Das Flugzeug war eine 16 Jahre alte Lissunow Li-2 (Luftfahrzeugkennzeichen: CCCP-63842, Werknummer: 6401), die bis zum Unfall 8758 Betriebsstunden absolviert hatte.
Die Besatzung bestand aus einem Flugkapitän und einem Ersten Offizier. Unter den 22 Passagieren befand sich neben 21 Erwachsenen auch ein Kind.

## Umstände und Unfallverlauf
Am 1. Januar 1965, einen Tag vor dem Unfall, hob die Li-2 in Aşgabat um 13:05 Uhr ab und landete um 14:58 Uhr in Taschauz, um gegen 15:38 Uhr wieder zum Rückflug anzusetzen. Weil sich auf dem Flug das Wetter in Aşgabat verschlechterte, bekamen die Piloten um 16:10 die Anweisung, auf den alternativen Flughafen Derweze auszuweichen, woraufhin diese um 16:35 Uhr dort landeten. Die folgende Nacht verbrachten die Insassen in Derweze. Am nächsten Morgen, dem 2. Januar, bereitete der Erste Offizier den Abflug vor, wobei er die Triebwerke testete und mithilfe des örtlichen Flughafenpersonals die noch vorhandene Treibstoffrestmenge überprüfte. Als das Flugzeug auf der Startbahn war, gab der lokale Fluglotse, obwohl er keine Informationen über Beladung, Startgewicht oder die Treibstoffmenge hatte, die Startfreigabe, was gegen das etablierte Verfahren verstieß. Die Li-2 beschleunigte dann auf Kurs 165° und hob daraufhin um 9:57 Uhr Ortszeit ab, bei einer Sichtweite von 20 km und einem Wind von 2 m/s aus Richtung 70°. Noch im Steigflug fielen beide Triebwerke 1–2 min nach dem Start aus und das Flugzeug verlor antriebslos an Höhe. Es zerschellte kurz darauf, fast ohne Nickneigung und mit einem Querneigungswinkel von 30° nach links, an 4 km vom Flughafen Derweze und 600 m rechts von der Mitte der Startbahn entfernt liegenden Sanddünen und fing Feuer.

## Ursache
Die Ermittler konnten keine technischen Mängel an den Triebwerken feststellen, die zum Ausfall hätten führen können. Sie fanden heraus, dass die Li-2 in Aşgabat mit 1236 kg Treibstoff betankt worden war, was im Flugplan eingetragen wurde. Laut Berechnung war der rechte Tank beim Start in Derweze so leer, dass der Treibstoff nicht einmal für den Steigflug ausgereicht hätte. Die Piloten hatten jedoch das Treibstoffventil entgegen dem Flughandbuch auf den rechten Tank und nicht auf den linken Tank geschaltet, weswegen die Triebwerke höchstwahrscheinlich durch Treibstoffmangel ausfielen. Daher wurden die Piloten als Hauptschuldige ermittelt. Als mitschuldig wurden die Personen festgestellt, die den Flug planten, weil sie keine eindeutigen Anweisungen gegeben hatten. Dazu hätte unter anderem gehört, den Treibstoffverbrauch im Flug regelmäßig zu überprüfen, wie dies im Flughandbuch der Li-2 stand.